# Aleuron neglectum
Aleuron neglectum là một loài bướm đêm thuộc họ Sphingidae. Nó được miêu tả bởi Rothschild và Jordan năm 1903.
Nó được tìm thấy ở México, Belize, Guatemala, Costa Rica, phía nam through the rest of Central America và much of South America, bao gồm northern, central và miền nam Venezuela to Peru, Bolivia, Brasil và Argentina. There is one record from Trung Quốc, but this is probably a misidentification or accidental import.

## Miêu tả

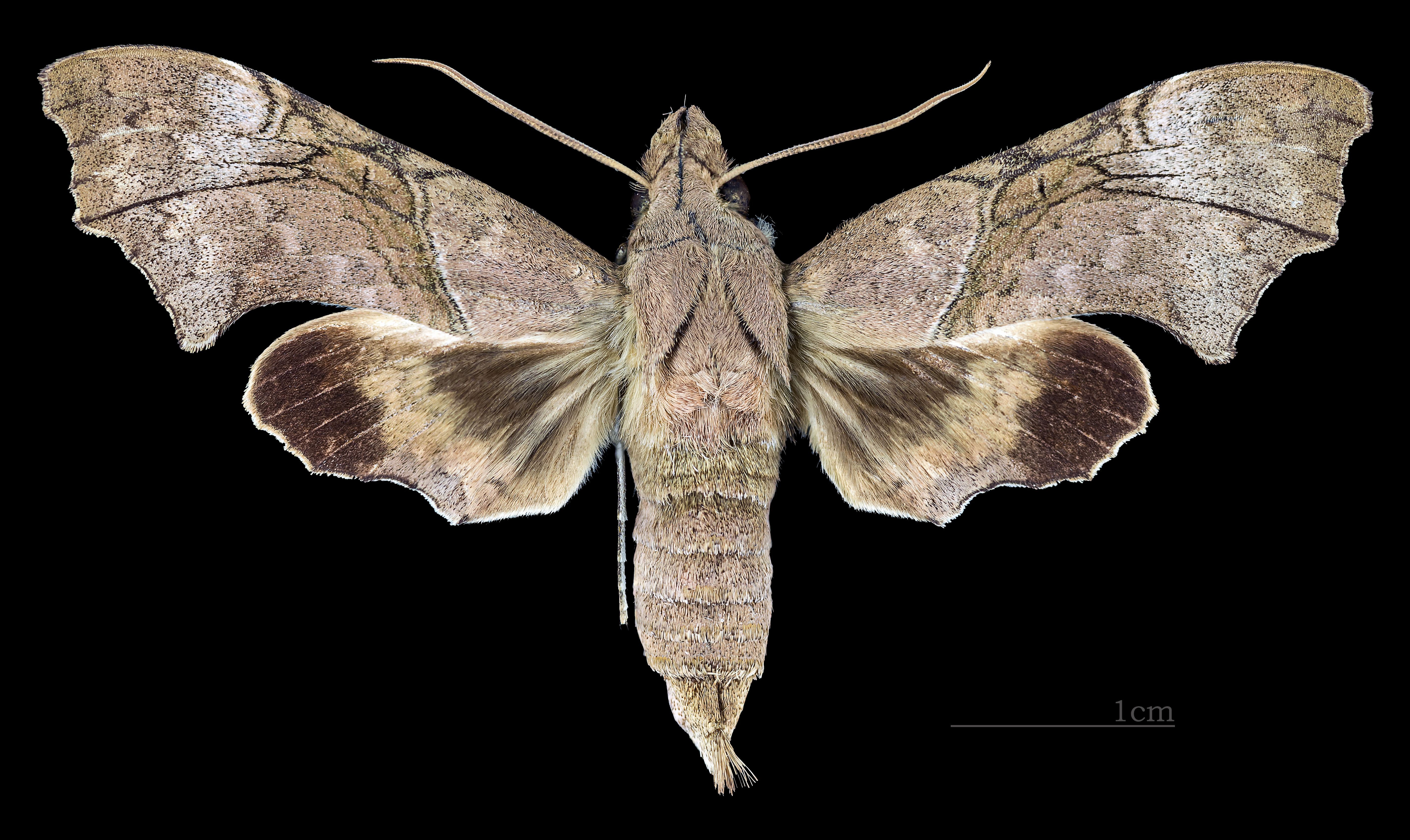
Aleuron neglectum ♀
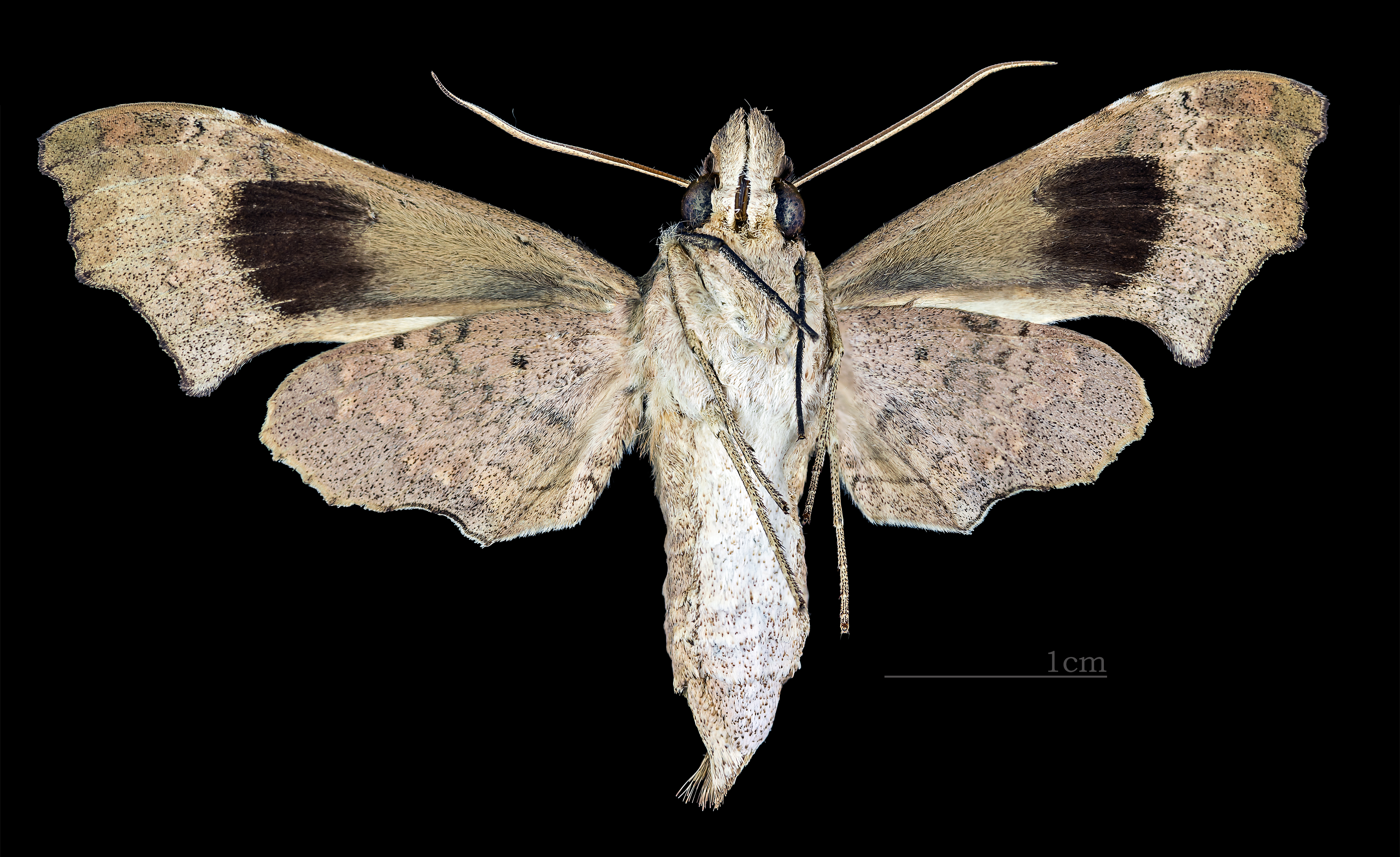
Aleuron neglectum ♀ △

## Sinh học
Trong Guiana thuộc Pháp, con lớn mọc cánh vào tháng 3, tháng tám và tháng mười. Tại Brazil, con lớn đã được ghi nhận vào tháng Hai và tháng Năm. Chúng thường xuyên bay đến mật hoa cây Duranta repens.
Ấu trùng có thể ăn Curatella americana và other members của Dilleniaceae. They have also been reported feeding on Curatella, Doliocarpus, Davilla nitida và Tetracera.